# DJ Ron

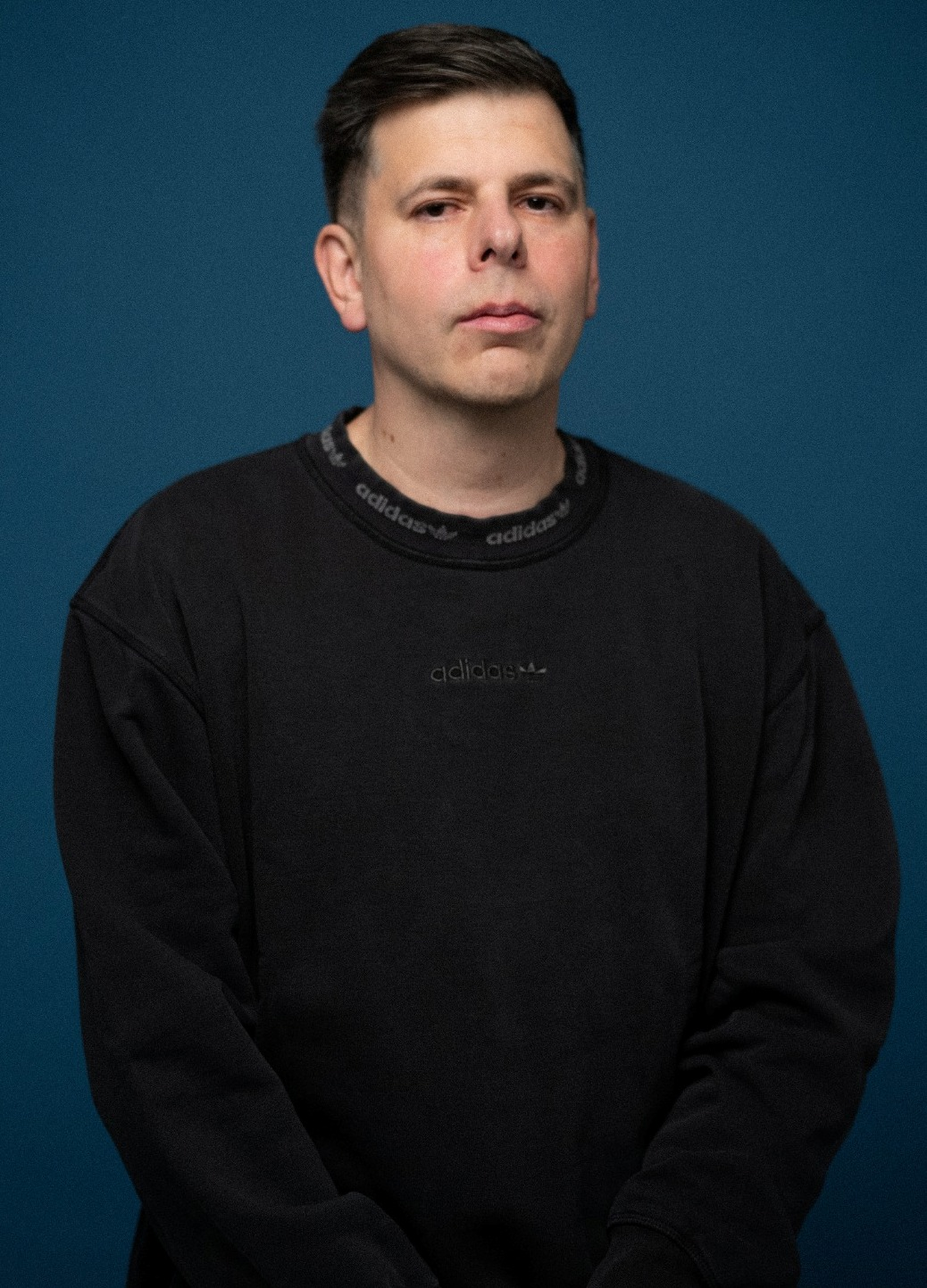
DJ Ron (2022)

DJ Ron (* 27. März 1977 in Frankenberg/Sachsen; bürgerlich: Ronny Schindler; auch Deejayron oder Ron Schindler) ist ein deutscher DJ, ehemaliger Labelbetreiber, Musikjournalist, Podcaster und Produzent, der als einer der Pioniere der Chemnitzer Hip-Hop-Szene und als eines der „Urgesteine“ des splash!-Festival gilt.

## Privat
DJ Ron, mit bürgerlichen Namen Ronny Schindler, wurde 1977 im sächsischen Frankenberg, in der DDR, geboren und wuchs am Stadtrand von Chemnitz auf. Musikalisch geprägt wurde er zunächst durch Sendungen der britischen Radiosenders (BBC), die er durch ein eigens verlegtes Kabel empfangen konnte. Er begann in frühen Jahren, zunächst mit den Plattenspielern der Eltern, Rap auf Magnetbänder zu überspielen. Seine ersten Platten kaufte er im Kiox-Shop, der im Besitz des Musikers Jan Kummer war, dem Vater von Felix Kummer, der sein Debütalbum Kiox (Oktober 2019) nach dem Plattenladen benannte.
Während der 1990er-Jahre musste DJ Ron laut eigenen Aussagen vor Neonazis flüchten, unter anderem nur wegen seines Hip-Hop-Styles. In der Dokumentation Trettmann: Aufs Maul, weil er kein Nazi war erzählte Trettmann selbst, das sie sich in den Anfangsjahren der Chemnitzer Hip-Hop-Szene hätten bewaffnen müssen. Die gemeinsame Erfahrung verarbeitet dieser im Lied NAWW, das im März 2024 auf seiner EP Your Love Is King erschien.

## Musikalische Karriere

### Musikalische Anfänge (1990er-Jahre)

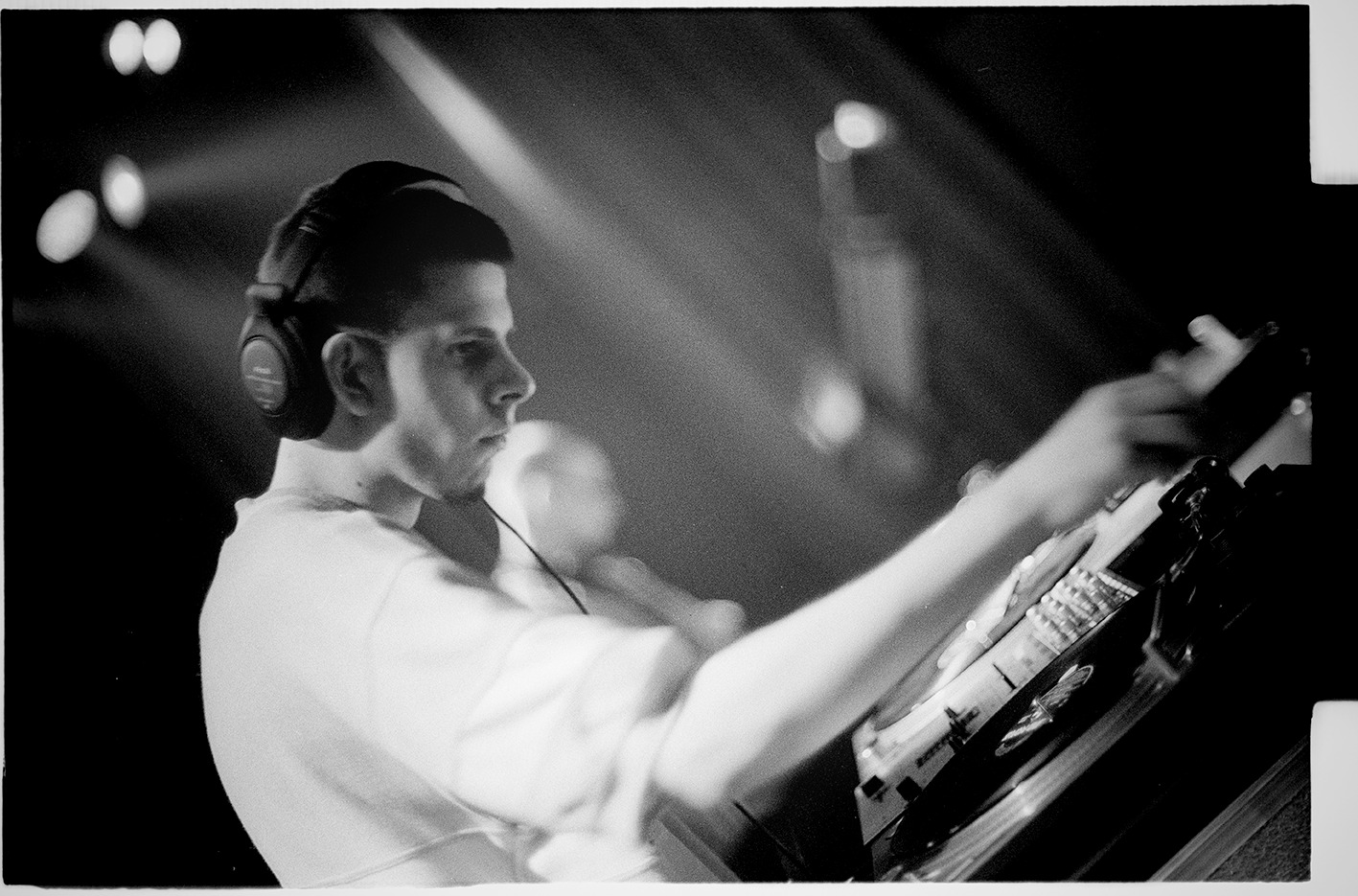
DJ Ron beim splash! (1998)

DJ Ron war in den frühen 1990er-Jahren Teil der Chemnitzer Hip-Hop-Szene, die sich aus etwa 200 Leuten zusammensetzte, darunter auch namhafte Musiker wie Trettmann und sich in Szenenklubs wie dem AJZ Talschock umgaben. Diese wurden durch Auftritte von US-amerikanischen Rapkombos wie den Roots, Gang Starr oder OutKast sowie von deutschen Hip-Hop-Künstlern wie Advanced Chemistry, Cora E. und Main Concept beeinflusst. Hier besuchte er unter anderem im Jahr 1993 seine erste Hip-Hop-Jam. Von OutKast-Mitglied André 3000 ergaterte er dabei eine sogenannte Station-ID, einen Werbeaufsager fürs Radio („Straight from the Planet of Stankonia and we’re layin’ low with DJ Ron“). 1995 erschien mit DJ Ron’s Fat Mixtape – 90 Min. N.Y. Flavor sein erstes Mixtape, fortan veröffentlichte er in unregelmäßigen Abständen weitere Mixtapes.
Im Jahr 1996 gründete DJ Ron mit Phlatline Tapes ein eigenes Musiklabel und flog erstmals nach New York City, was er als „Reise nach Mekka“ beschrieb. Von einer Telefonzelle aus, rief er von dort bei Labels an und stellte sich als Entsandter einer „Big German Radio Station“ (englisch Große Deutsche Radiostation) vor. Dies verhalf ihm unter anderem zu einem Interview mit Wu-Tang-Clan-Mitglied Ghostface Killah. 1997 erschien mit Double Impact ein gemeinsames Mixtape, mit dem damals noch eher regional bekannten polnischen DJ Tomekk, der zwei Jahre später seinen kommerziellen Durchbruch mit 1, 2, 3 Rhymes Galore (From New York to Germany) feierte.

### Kommerzielle Erfolge und Etablierung (2000er-Jahre)
Im Laufe der 2000er-Jahre erfolgten Auftritte DJ Rons in London, Moskau, New York City, Peking oder auch Shanghai und er begann mit dem produzieren für andere Künstler. Einer seiner ersten Veröffentlichungen ist die Autorenbeteiligung und Produktion der Single Streckenabschnitt, die vom deutschen Hip-Hop-Duo Tefla & Jaleel, mit Gastrapper Curse, im Jahr 2000 interpretiert wurde. Im gleichen Jahr war er als Ausführender Produzent des Samplers Splash! Allstars Event Album verantwortlich, der sich acht Wochen in den deutschen Albumcharts platzierte und mit Rang 51 seine beste Platzierung erreichte. Im Jahr 2002 intensivierte DJ Ron die Zusammenarbeit mit Tefla & Jaleel und stellte mehrere Autorenbeteiligung und Produktion auf deren Chartalbum Direkt neben dir, das im Oktober 2002 Rang 72 der deutschen Albumcharts erreichte. Im Monat zuvor veröffentlichte das Rapduo die Single Bounce mit uns, die sich vier Wochen in den deutschen Singlecharts platzierte und mit Rang 66 seine beste Platzierung erreichte. DJ Ron war hierbei als Autor, Produzent und im Begleitgesang beteiligt. In den weiteren Jahren schrieb beziehungsweise produzierte er weitere Titel für namhafte Künstler, darunter Italo Reno & Germany; und tätigte Remixe für Künstler wie Fruchtmax & Hugo Nameless.
Im September 2018 spielte DJ Ron auf dem Festival Wir sind mehr, einer Initiative gegen Rechtsextremismus, dass aufgrund der Ausschreitungen in Chemnitz 2018 veranstaltet wurde. 2019 spielte er zusammen mit DJ Shusta ein Liveset für das Onlinemagazin Boiler Room, ein Event das im Rahmen des Chemnitzer Kosmos Festivals erfolgte. Im Juni 2020 spielte DJ Ron, ebenfalls zusammen mit DJ Shusta, ein „Tribute to Timbaland Set“, welches im Rahmen des Live-Streaming-Angebots United We Stream erfolgte und vom Mitteldeutschen Rundfunk ausgestrahlt wurde.

## Phlatline Records (1996–2015)
1996 gründete DJ Ron, zusammen mit Robert Schuster (DJ Shusta), das Mixtapelabel Phlatline Tapes. Im Dezember 1999 folgte die Gründung von Phlatline Records, das fortan als Mutterlabel agierte, unter dem Phlatline Tapes nun als Sublabel fungierte. Phlatline Records betrieb DJ Ron gemeinsam mit Tino Kunstmann (Jaleel), einem Teil des Rapduos Tefla & Jaleel. Das Label hatte bis 2015 bestand und veröffentlichte unter anderem die Chartalben Interview (Juni 2001) und Direkt neben dir (Oktober 2002) sowie die Chartsingle Bounce mit uns (September 2002) des Rapduos Tefla & Jaleel oder auch diverse Sampler zum splash!-Festival.

## splash! Festival
Ab 1998 war DJ Ron Teil des Orgainisationsumfeldes, des in diesem Jahr ins Leben gerufenen Hip-Hop-Festivals, splash! Diesem blieb er fortan, mehr oder weniger, in verschiedenen Funktionen treu:

„Ich war nie wirklich Teil der Organisation. Aber wir waren eine kleine Crew in Chemnitz. Jeder kannte jeden und war automatisch dabei. Ich hatte also auch ein Funkgerät in der Hand und musste mich um Probleme beim Festival kümmern. In den ersten Jahren habe ich auch als Pressesprecher gearbeitet. Im Laufe der Zeit hat sich das splash! professionalisiert, ich habe mich mehr um mein Plattenlabel gekümmert, wir saßen aber weiter im selben Büro wie das splash!. Natürlich habe ich alles mitbekommen.“

DJ Ron spielte seit der ersten Auflage des Festivals jedes Jahr auf ebendiesem. Im Jahr 2024 war er an der Entstehung der zweiteiligen ARD-Dokumentation Größer als Hip Hop – Die Geschichte des splash!-Festivals involviert, in dem er unter anderem diverse Interviews mit Hip-Hop-Künstlern führte.

## Weitere künstlerische Aktivitäten
Im Jahr 1997 startete DJ Ron, zusammen mit Little T, die Hip-Hop-Radioshow Uptowns Finest. Diese wurde zunächst exklusiv von Radio T, einem Freien Radio in Chemnitz, ausgestrahlt. Seit 2007 gibt es die Radiosendung auch als Podcast mit FastPhive und DJ Kenny D. FastPhive und DJ Ron beschrieben den Podcast selbst als Bravo, FAZ und Schöner Wohnen des Hip-Hop, ganz ohne Abofalle. Teil des Podcasts ist unter anderem auch eine Interviewserie mit Künstlern des deutschen Hip-Hops. Die Zeit beschrieb den Podcast als „wohl“ einen der ersten Hip-Hop-Podcasts Deutschlands.
Nachdem DJ Ron als Radiomoderator und Podcaster schon Erfahrungen im Interviewen gesammelt hatte, betätigte er sich ab Beginn der 2020er-Jahre auch im redaktionellen Bereich und führte Interviews vor Kameras beziehungsweise war in diversen Dokumentationen zu sehen. So war er an der Redaktion der Arte-Dokumentation We Wear the Crown – 40 Jahre Rap aus Deutschland (2021) beteiligt, oder in der ARD-Dokumentation Trettmann: Aufs Maul, weil er kein Nazi war zu sehen.
Im Jahr 2024 fungierte DJ Ron als Kokurator beim deutschen Teil der Hip-Hop-Ausstellung Hip Hop: Conscious, Unconscious, die von September 2024 bis Januar 2025 im Berliner Fotografiska Museum zu sehen war.

## Diskografie

### Alben

#### Kompilationen
- 2010: Weißt du noch? (mit DJ Shusta & Tefla & Jaleel)

#### Mixtapes
- 1995: DJ Ron’s Fat Mixtape – 90 Min. N.Y. Flavor
- 1996: The Funk Keeps Passin’ Me By
- 1996: Droppin’ Bombs
- 1997: Double Impact (mit DJ Tomekk)
- 1997: Rondevouz
- 1998: Casino (mit DJ Little T)
- 1999: Ronchalant
- 2001: Double XL
- 2004: Next Generation (mit Stat Quo & Tefla & Jaleel)[31]
- 2004: Uptowns Finest – The Mixtape (mit DJ Kenny D)[32]
- 2005: Diamonds – The R&B Takeover (mit DJ Shusta)
- 2006: The Shakedown (mit RedCafe & DJ Shusta)
- 2006: Moscows Finest DJs, Vol. 2 (mit DJ Dlee, DJ Nicky Jazz & DJ York)[33]
- 2007: 11 Jahre Phlatline (mit Jaleel, DJ Kenny D, Likkle T, DJ Maxxx, DJ Shusta & Steewax)
- 2007: Diamonds – The R&B Takeover, Pt. 2 (mit DJ Shusta)
- 2007: D.O.E. – The Mixtape (mit DJ Shusta)
- 2007: The Shakedown, Pt. 2 (mit Red Cafe & DJ Shusta)[34]
- 2007: Say What!?, Pt. 1 (mit Batista)
- 2008: Boomboxx 1 (mit DJ Shusta)[35]
- 2008: Boomboxx 2 (mit DJ Shusta)[35]
- 2008: Gottes Blutiger Pfad (mit DJ Shusta & Sprachtot)
- 2009: splash! Festival Hip Hop Mixtape (mit DJ Shusta)[36]
- 2011: Revolution of the DJs (mit DJ Access, DJ Craft, DJ D-Tale, DJ Danetic, DJ Eskei83, DJ Ray-D, DJ Kitsune, DJ Stickle & DJ XRated)[37]
- 2011: A Soulful Christmas[38]
- 2014: Fieber (mit DJ Shusta)[39]
- 2015: Dipset Essentials Mini Mix (mit DJ Shusta)[40]
- 2016: DJ City Germany Mix (mit DJ Shusta)[41]
- 2018: DJ City Mix (mit DJ Shusta)[42]
- 2019: Boiler Room Set Kosmos Chemnitz (mit DJ Shusta)[22]
- 2019: Könnt ihr uns hören? Eine Mixtape History des deutschen Rap (mit DJ Shusta; Limitiert: 100)

#### Sampler
- 2000: Splash! Allstars Event Album
- 2002: Splash! Masterblaster 2002
- 2003: Splash! 2003

### Lieder

#### Autorenbeteiligungen und Produktionen
- 2000: Tefla & Jaleel feat. Curse – Streckenabschnitt A, P
- 2002: Tefla & Jaleel – Direkt neben dir A, P
- 2002: Tefla & Jaleel – Pardon A, P
- 2004: Italo Reno & Germany – Ich nehm’ was ich kriegen kann A, P
- 2005: Tefla & Jaleel – Der Vorhang fällt A, P[43]
- 2005: Tefla & Jaleel – Jaleel vs. Jaleel A, P
- 2007: Red Cafe – Arm & Hammer Man – Cook It Up & Serve ’em (Intro) P
- 2008: Red Cafe – Eviction Notice (Intro) P
- 2009: Red Cafe – Hottest in the Hood (Intro) P

#### Samplerbeiträge
- 2002: Was wollt ihr tun (Plattenpapzt feat. DJ Ron & Tefla & Jaleel)[44]

#### Singles
- 2000: Swingerclub (als Teil von Swingerclub)
- 2002: Bounce mit uns (Begleitgesang bei Tefla & Jaleel)

#### Gastbeiträge
- 2002: Gut Aussehen (Okay) (Album: Direkt neben dir; Tefla & Jaleel feat. DJ Ron)
- 2002: Phlatline (Album: Direkt neben dir; Tefla & Jaleel feat. DJ Ron)
- 2007: Fiend (Album: Exclusive Mixtape; Casper feat. Jaheim, DJ Ron & Shusta)

#### Remixe
- 2004: Glashoch (Interpretation: Sido feat. Harris)
- 2016: WKMSNSHG (Interpretation: Fruchtmax & Hugo Nameless feat. Haiyti, Carsten Chemnitz & Trettmann)[20]

### Videoalben
- 2003: Splash! 2003
- 2004: Splash! DVD 2004

## Filmografie (Auswahl)
- 2021: We Wear the Crown – 40 Jahre Rap aus Deutschland (Arte, 7 Folgen, Redaktion)[28]
- 2024: MDR um 4 (MDR, 1 Folge, Interview)[3]
- 2024: Trettmann: Aufs Maul, weil er kein Nazi war (ARD, 1 Folge, Interview)[9]
- 2024: Größer als Hip Hop – Die Geschichte des splash!-Festivals (MDR, 1 Folge, Redaktion)[7]

## Rezeption
Die kanadisch-portugiesische Sängerin Nelly Furtado bezeichnete DJ Ron in den 2000er-Jahren als „Germanys Number One DJ“ (englisch Deutschlands Nummer eins DJ).
Ein Rezensent von der Zeit betitelte DJ Ron als einen „Veteran“ der Chemnitzer Hip-Hop-Szene. Die Tageszeitung beschrieb ihn als Bestandteil und Knotenpunkt der deutschen HipHop- und Clubszene. In einem weiteren Interview betitelte ihn ein Rezensent als „Urgestein“ des splash!
2004 belegte DJ Ron Platz drei in der Kategorie „Beser DJ“ bei den Juice Awards. 2023 führte das OMR DJ Ron als Teil ihrer Top-50-Auswertung, die Persönlichkeiten umfasst, „die Hip-Hop in Deutschland hinter den Kulissen prägen und leben“.